# Bärskärs fjärden
Bärskärs fjärden är en fjärd i Finland. Den ligger i Pargas stad i landskapet Egentliga Finland, i den sydvästra delen av landet, 190 km väster om huvudstaden Helsingfors.